# 김동일 (정치인)
김동일(? ~ )은 조선민주주의인민공화국의 정치인이다. 또한 김동일은 조선로동당 중앙위원회의 후보위원이다.

## 경력
2010년 9월 조선로동당 중앙위원회 후보위원으로 선출되었다.

## 기타
2011년 김정일 사망 당시에 국가 장의위원회 위원을 맡았다.